# Berneuil (Haute-Vienne)
Berneuil é uma comuna francesa na região administrativa da Nova Aquitânia, no departamento de Alto Vienne. Estende-se por uma área de 26,09 km². Em 2010 a comuna tinha 437 habitantes (densidade: 16,7 hab./km²).